# Giovanni di Lorena
Giovanni di Lorena (Bar-le-Duc, 9 aprile 1498 – Neuvy-sur-Loire, 10 maggio 1550) è stato un cardinale e arcivescovo cattolico francese.
Era figlio di Renato II e di Filippina di Gheldria, fratello di Antonio il Buono e di Claudio I di Guisa.

## Biografia
Nel concistoro del 28 maggio 1518 papa Leone X lo creò cardinale diacono di Sant'Onofrio.
Nominato canonico della cattedrale di Liegi già nel 1500, egli ebbe una carriera ecclesiastica piuttosto precoce e composita dato che all'età di:
- 3 anni fu nominato vescovo di Metz, mantenendo la carica dal 1505 al 1550;
- 19 anni fu nominato vescovo di Toul, mantenendo la carica dal 1517 al 1524, dal 1532 al 1537 e dal 1542 al 1543;
- 20 anni fu nominato vescovo di Valence e Die, mantenendo la carica dal 1521 a 1522;
- A 20 anni fu nominato vescovo di Thérouanne, mantenendo la carica dal 1521 a 1535;
- A 22 anni fu nominato vescovo di Verdun, dal 1523 al 1544;
- A 24 anni, vescovo di Luçon[2] mantenendo la carica dal 1523 al 1524;
- A 25 anni fu nominato arcivescovo di Narbona, mantenendo la carica dal 1524 al 1550;
- A 34 anni fu nominato  arcivescovo di Reims, mantenendo la carica dal 1533 al 1538;
- A 36 anni fu nominato vescovo di Albi (con il nome di Giovanni IV), mantenendo la carica dal 1535 alla morte;
- A 39 anni fu nominato arcivescovo di Lione, mantenendo la carica dal 1537 a 1539;
- A 40 anni fu nominato vescovo di Agen (con il nome di Giovanni VII), mantenendo la carica dal 1538 alla morte;
- A 44 anni fu nominato vescovo di Nantes (con il nome di Giovanni V), mantenendo la carica dal 18 agosto 1542 alla morte.

Fu ugualmente «provvisto» di abbazie:
- Gorze
- Saint-Manniuy a Toul
- Varangéville
- Lay-Saint-Christophe.
- Saint-Ouen de Rouen
- Bianca Corona

Nel 1520 assistette all'incontro del Campo del Drappo d'Oro.
Il 17 dicembre 1523 fu nominato da papa Clemente VII "governatore perpetuo"  di Forlimpopoli.
Fu un mecenate molto liberale e nel 1549 finanziò anche una spedizione, durata circa cinque anni, dell'esploratore francescano André Thevet nei paesi del Mediterraneo orientale, quali: Creta e le isole dell'Egeo, Costantinopoli (ove stette due anni), l'Egitto, il Monte Sinai, la Palestina e la Siria.

## Ascendenza
|                          |                   |                         | Genitori                  |  |  | Nonni |  |  | Bisnonni             |  |  | Trisnonni               |  |
|                          |                   |                         |                           |  |  |       |  |  | Antonio di Vaudémont |  |  | Federico I di Vaudémont |  |
|                          |                   |                         |                           |  |  |       |  |  | Antonio di Vaudémont |  |  | Federico I di Vaudémont |  |
|                          |                   | Margherita di Joinville |                           |  |  |       |  |  | Antonio di Vaudémont |  |  |                         |  |
| Federico II di Vaudémont |                   |                         |                           |  |  |       |  |  | Antonio di Vaudémont |  |  |                         |  |
|                          |                   | Maria d'Harcourt        | Giovanni VII d'Harcourt   |  |  |       |  |  |                      |  |  |                         |  |
|                          |                   | Maria d'Harcourt        | Giovanni VII d'Harcourt   |  |  |       |  |  |                      |  |  |                         |  |
|                          |                   | Maria d'Harcourt        | Maria d'Alençon           |  |  |       |  |  |                      |  |  |                         |  |
| Renato II di Lorena      |                   | Maria d'Harcourt        |                           |  |  |       |  |  |                      |  |  |                         |  |
|                          |                   | Renato d'Angiò          | Luigi II d'Angiò          |  |  |       |  |  |                      |  |  |                         |  |
|                          |                   | Renato d'Angiò          | Luigi II d'Angiò          |  |  |       |  |  |                      |  |  |                         |  |
|                          |                   | Renato d'Angiò          | Iolanda di Aragona        |  |  |       |  |  |                      |  |  |                         |  |
| Iolanda d'Angiò          |                   | Renato d'Angiò          |                           |  |  |       |  |  |                      |  |  |                         |  |
|                          |                   | Isabella di Lorena      | Carlo II di Lorena        |  |  |       |  |  |                      |  |  |                         |  |
|                          |                   | Isabella di Lorena      | Carlo II di Lorena        |  |  |       |  |  |                      |  |  |                         |  |
|                          |                   | Isabella di Lorena      | Margherita del Palatinato |  |  |       |  |  |                      |  |  |                         |  |
| Giovanni di Lorena       |                   | Isabella di Lorena      |                           |  |  |       |  |  |                      |  |  |                         |  |
|                          | Arnoldo di Egmond | Giovanni II di Egmond   |                           |  |  |       |  |  |                      |  |  |                         |  |
|                          | Arnoldo di Egmond | Giovanni II di Egmond   |                           |  |  |       |  |  |                      |  |  |                         |  |
|                          | Arnoldo di Egmond | Maria van Arkel         |                           |  |  |       |  |  |                      |  |  |                         |  |
| Adolfo di Egmond         | Arnoldo di Egmond |                         |                           |  |  |       |  |  |                      |  |  |                         |  |
|                          |                   | Caterina di Clèves      | Adolfo I di Clèves        |  |  |       |  |  |                      |  |  |                         |  |
|                          |                   | Caterina di Clèves      | Adolfo I di Clèves        |  |  |       |  |  |                      |  |  |                         |  |
|                          |                   | Caterina di Clèves      | Maria di Borgogna         |  |  |       |  |  |                      |  |  |                         |  |
| Filippina di Gheldria    |                   | Caterina di Clèves      |                           |  |  |       |  |  |                      |  |  |                         |  |
|                          |                   | Carlo I di Borbone      | Giovanni I di Borbone     |  |  |       |  |  |                      |  |  |                         |  |
|                          |                   | Carlo I di Borbone      | Giovanni I di Borbone     |  |  |       |  |  |                      |  |  |                         |  |
|                          |                   | Carlo I di Borbone      | Maria di Berry            |  |  |       |  |  |                      |  |  |                         |  |
| Caterina di Borbone      |                   | Carlo I di Borbone      |                           |  |  |       |  |  |                      |  |  |                         |  |
|                          |                   | Agnese di Borgogna      | Giovanni di Borgogna      |  |  |       |  |  |                      |  |  |                         |  |
|                          |                   | Agnese di Borgogna      | Giovanni di Borgogna      |  |  |       |  |  |                      |  |  |                         |  |
|                          |                   | Agnese di Borgogna      | Margherita di Baviera     |  |  |       |  |  |                      |  |  |                         |  |
|                          |                   | Agnese di Borgogna      |                           |  |  |       |  |  |                      |  |  |                         |  |